# Black Crag
Der Black Crag ist eine kleine, steile und felsige Landspitze in Form eines Kliffs im Norden der Thurston-Insel vor der Eights-Küste des westantarktischen Ellsworthlands. Sie ragt am nordöstlichen Ende der Noville-Halbinsel in die Bellingshausen-See.
Die Position dieser Formation wurde anhand von Luftaufnahmen der Flugstaffel VX-6 der United States Navy vom Januar 1960 ermittelt. Das Advisory Committee on Antarctic Names benannte sie 1960 nach George Hamilton Black (1898–1965), Versorgungsoffizier bei der ersten Antarktisexpedition (1928–1930) des US-amerikanischen Polarforschers Richard Evelyn Byrd.